# اوزگو نامال
ملاحت اوزگو نامال (به ترکی استانبولی: Melahat Özgü Namal) متولد 28 دسامبر سال 1978 در استانبول، بازیگر ترکیه‌ای است. او با بازی در نقش گلی در سریال تلویزیونی Hanımın Çiftliği تبدیل به یکی از مشهورترین بازیگران زن ترکیه شد. این سریال توانست در سایه نقش آفرینی او به یکی از پربازدیدترین سریال‌های ترکیه تبدیل شود. در سال ۲۰۱۳ پدرش را از دست داد. فرزند او که نفس نام دارد با ۳.۵ کیلو وزن و ۵۲ سانتی متر قد زاده شد.

## فعالیت هنری
اوزگو نامال بازیگری را در سنین کودکی و از تئاتر Masal Gerçek شروع کرد. او تحصیل کرده رشته تئاتر در دانشگاه دولتی استانبول است. در سال ۲۰۱۳ با بازی در نقش نارین در سریال مرحمت توانست بار دیگر بدرخشد. این سریال باپبه خاطر نقش آفرینی او در کنار بازیگرانی چون بورچین ترزی اوغلو و ابراهیم چلیک‌کول توانست مخاطبان بسیاری را جذب کند.

## فیلم شناسی
از کار های او میتوان به بازی در نقش مریم در سریال غنچه های سرخ اشاره کرد.